# Ambricourt
Pour les articles homonymes, voir D'Ambricourt.
Ambricourt est une commune française située dans le département du Pas-de-Calais en région Hauts-de-France. Ses habitants sont appelés les Ambricourtois.
La commune fait partie, de la communauté de communes du Haut Pays du Montreuillois qui regroupe 49 communes et compte 15 703 habitants en 2021, et du Pays des Sept Vallées.

## Géographie

### Localisation
Localisée dans le centre du département du Pas-de-Calais, Ambricourt est une commune rurale située, à vol d'oiseau, à 6 km au sud-est de la commune de Fruges et à 29 km à l'est de la commune de Montreuil-sur-Mer (chef-lieu d'arrondissement).
Le territoire de la commune est limitrophe de ceux de cinq communes.
Les communes limitrophes sont Verchin, Maisoncelle, Tilly-Capelle, Tramecourt et Crépy.

### Géologie et relief
La superficie de la commune est de 3,39 km2 ; son altitude varie de 93  à   138 mètres.

### Hydrographie
La commune est située dans le bassin Artois-Picardie. Elle n'est drainée par aucun cours d'eau,.

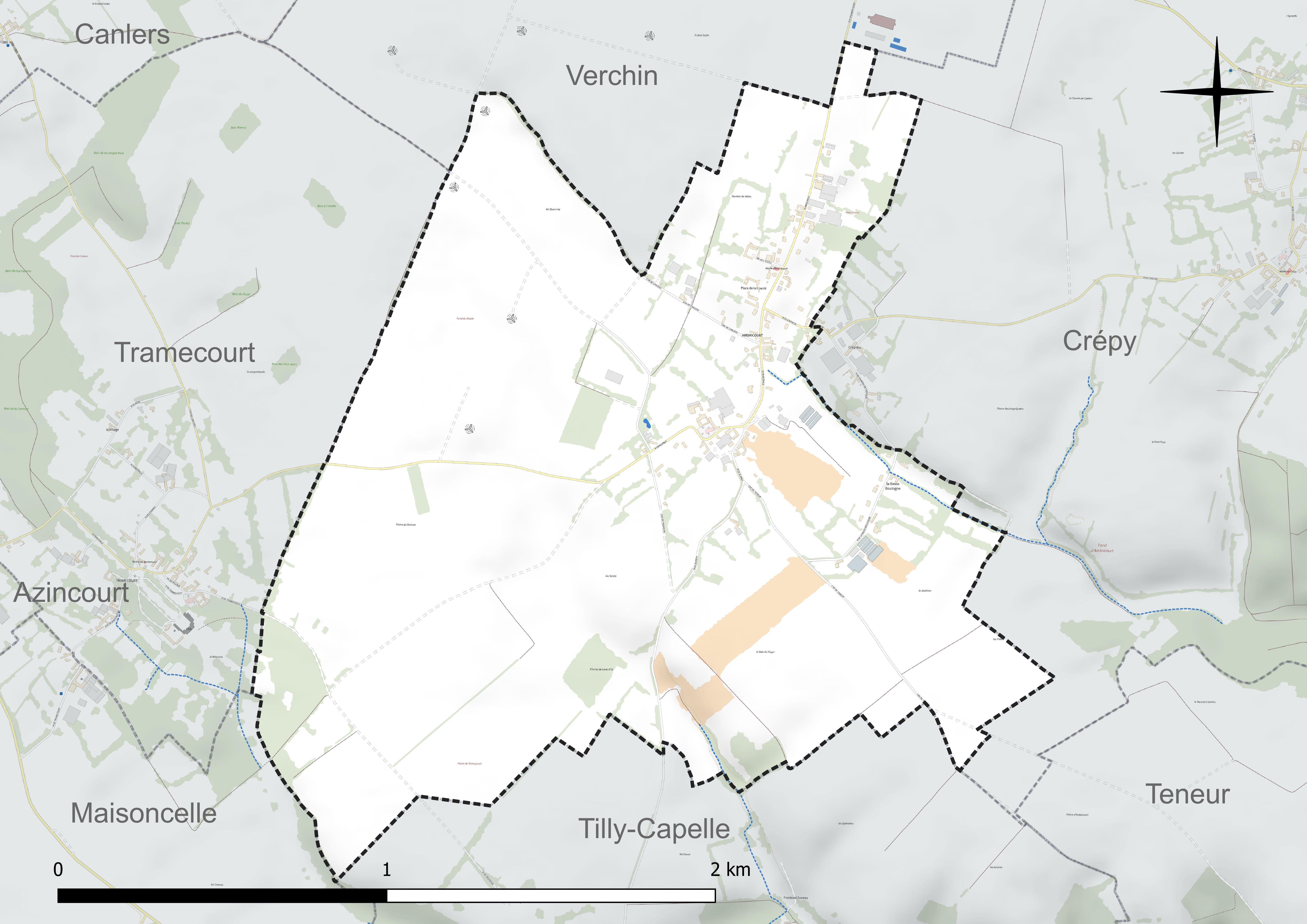
Réseau hydrographique d'Ambricourt.

### Climat
Pour des articles plus généraux, voir Climat des Hauts-de-France et Climat du Pas-de-Calais.
En 2010, le climat de la commune est de type climat océanique altéré, selon une étude du CNRS s'appuyant sur une série de données couvrant la période 1971-2000. En 2020, Météo-France publie une typologie des climats de la France métropolitaine dans laquelle la commune est exposée à un climat océanique et est dans la région climatique Côtes de la Manche orientale, caractérisée par un faible ensoleillement (1 550 h/an) ; forte humidité de l'air (plus de 20 h/jour avec humidité relative > 80 % en hiver), vents forts fréquents.
Pour la période 1971-2000, la température annuelle moyenne est de 10,1 °C, avec une amplitude thermique annuelle de 13,6 °C. Le cumul annuel moyen de précipitations est de 845 mm, avec 12,6 jours de précipitations en janvier et 8,9 jours en juillet. Pour la période 1991-2020, la température moyenne annuelle observée sur la station météorologique la plus proche, située sur la commune de Humières à 9 km à vol d'oiseau, est de 10,9 °C et le cumul annuel moyen de précipitations est de 856,9 mm,. Pour l'avenir, les paramètres climatiques de la commune estimés pour 2050 selon différents scénarios d'émission de gaz à effet de serre sont consultables sur un site dédié publié par Météo-France en novembre 2022.

### Paysages
Pour un article plus général, voir Paysage en France.
La commune s'inscrit dans les « paysages du Ternois » tels qu'ils sont définis dans l'atlas de paysages de la région Nord-Pas-de-Calais, conçu par la direction régionale de l'Environnement, de l'Aménagement et du Logement (DREAL),.
Ces « paysages du Ternois », qui concernent 138 communes avec trois pôles d'attraction que sont Hesdin-la-Forêt à l'ouest, Saint-Pol-sur-Ternoise à l'est et, dans une moindre mesure, Frévent en lisière sud, sont délimités par deux cours d'eau : la Canche au sud et la Ternoise au nord. Ces paysages sont composés de plateaux, de vallées et de bocages. Les plateaux du Ternois montrent une structure tabulaire assez plane et une altitude assez régulière avec des points culminants entre 150  à   160 m.
Le territoire d'une vingtaine de kilomètres du nord au sud et d'est en ouest, est traversé par la D 939 reliant Saint-Pol-sur-Ternoise à Hesdin-la-Forêt, par la D 912 entre Saint-Pol-sur-Ternoise et Frévent et par la ligne ferroviaire de Saint-Pol-sur-Ternoise à Étaples dans la vallée de la Canche. La position excentrée, en l'absence de grands axes autoroutiers ou ferrés structurants, a permis au Ternois de conserver un caractère rural.
Au niveau de l'occupation des sols de ces « paysages du Ternois », les surfaces cultivées représentent 66,80 % de la surface totale et sont omniprésentes sur les plateaux avec majoritairement la culture de la betterave et de la pomme de terre, les prairies naturelles, permanentes 19 %, les forêts, comme la forêt d'Hesdin, et milieux semi-naturels 7,26 %, présentes dans les deux principales vallées de la Ternoise et de la Canche, les espaces artificialisés 3,22 % avec principalement les communes de Saint-Pol-sur-Ternoise, Hesdin-la-Forêt et Frévent, les espaces industriels 0,52 % et les cours d'eau et plans d'eau 0,21 %.

### Milieux naturels et biodiversité

#### Zones naturelles d'intérêt écologique, faunistique et floristique
L'inventaire des zones naturelles d'intérêt écologique, faunistique et floristique (ZNIEFF) a pour objectif de réaliser une couverture des zones les plus intéressantes sur le plan écologique, essentiellement dans la perspective d'améliorer la connaissance du patrimoine naturel national et de fournir aux différents décideurs un outil d'aide à la prise en compte de l'environnement dans l'aménagement du territoire.
Le territoire communal comprend une ZNIEFF de type 1 : le coteau et des bois de Teneur, Crépy et Tilly-Capelle. Cette ZNIEFF de la vallée de la Ternoise, d'une superficie de 446 hectares et d'une altitude variant de 55 à 135 mètres, est composée du coteau crayeux de Teneur, géré par le Conservatoire d'espaces naturels du Nord et du Pas-de-Calais, et du bois de Crépy, bois calcicole.
et une ZNIEFF de type 2 : la vallée de la Ternoise et ses versants de Saint-Pol-sur-Ternoise à Hesdin et le vallon de Bergueneuse. Cette ZNIEFF, située au nord d'une ligne allant de Saint-Pol-sur-Ternoise à Hesdin, d'une superficie de 9 502 hectares et d'une altitude variant de 22  à   90 mètres, présente des fonds de vallées, des coteaux crayeux et des zones prairiales.

Carte des ZNIEFF de type 1 et 2 sur la commune
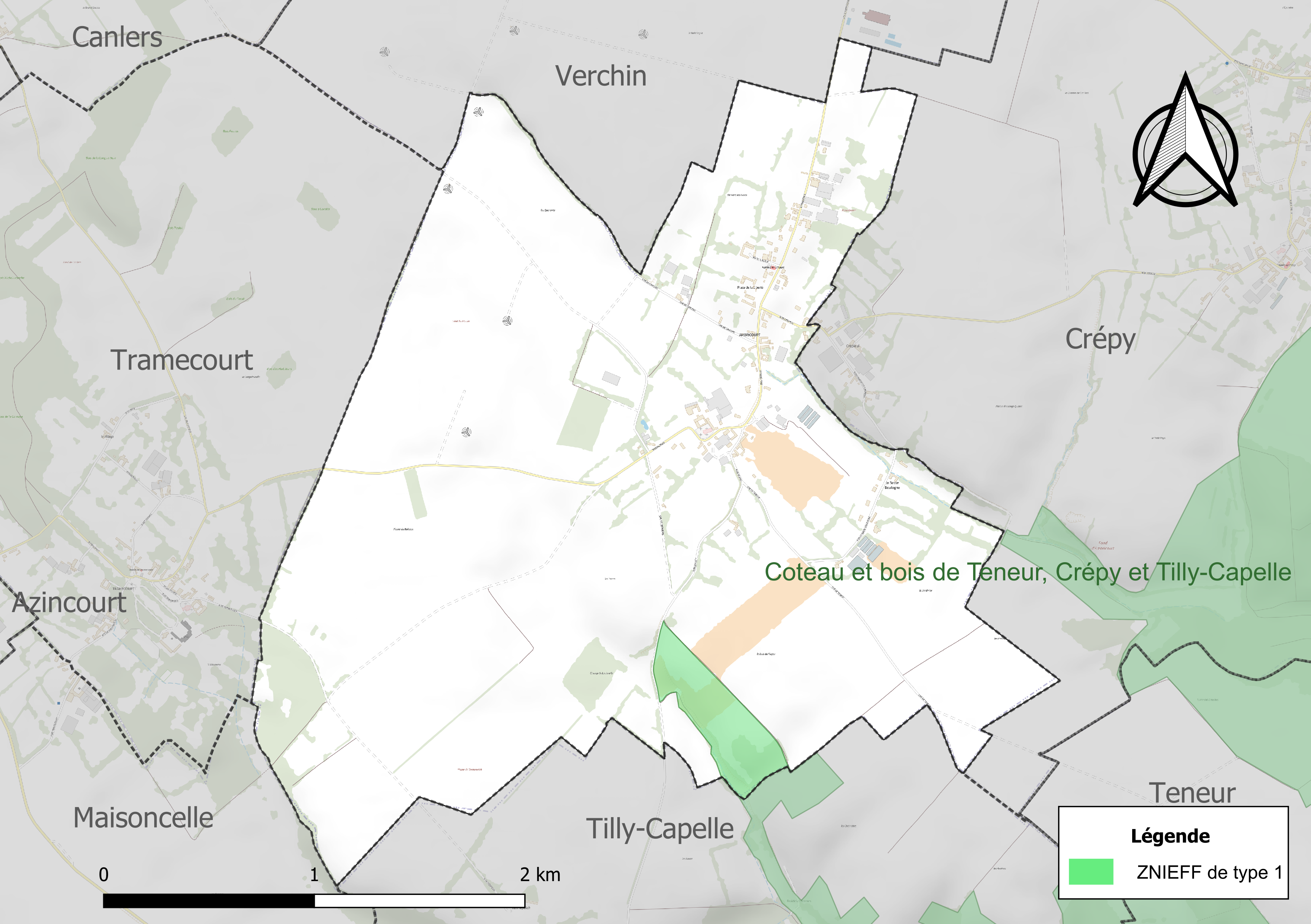
Carte de la ZNIEFF de type 1 sur la commune.
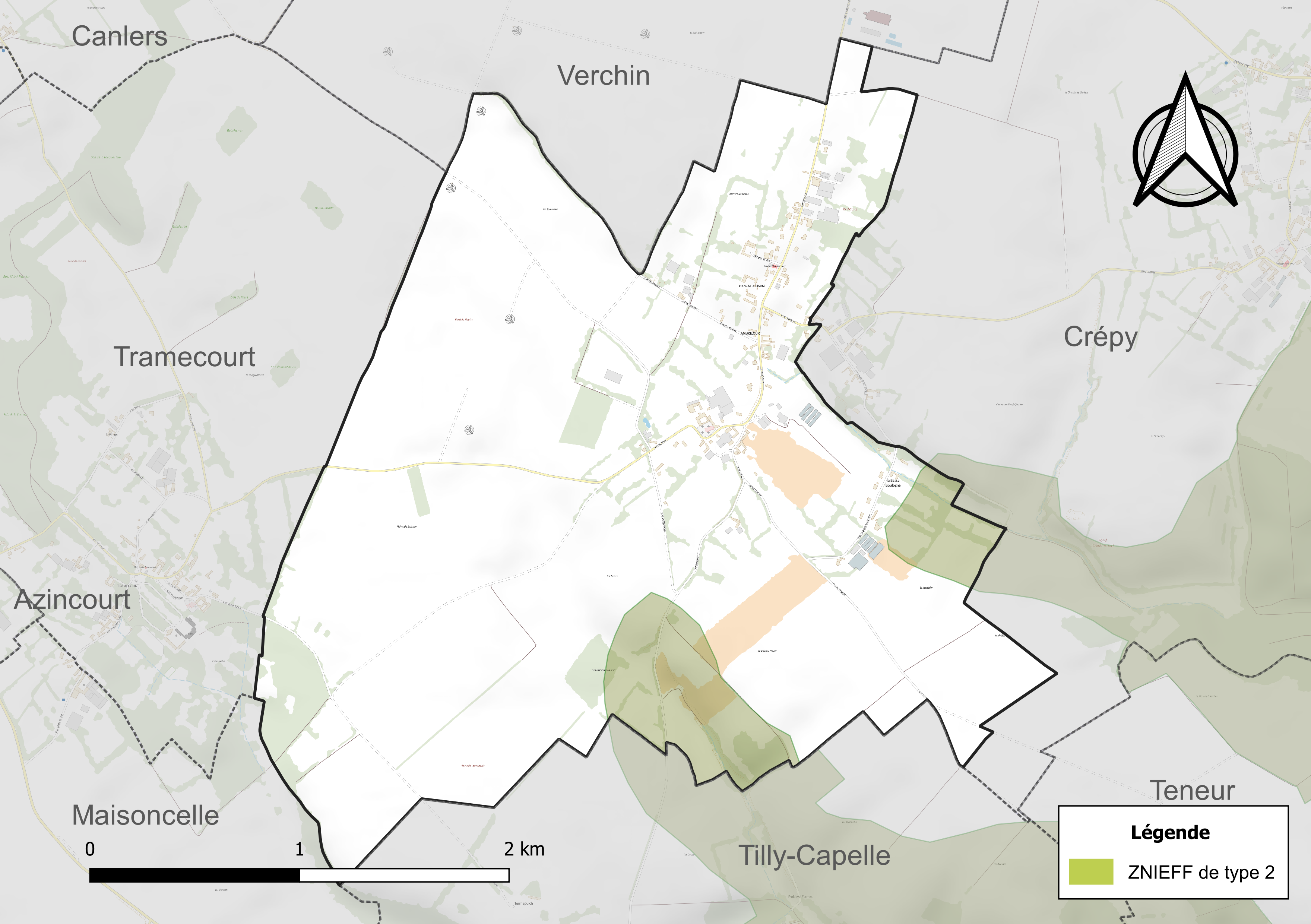
Carte de la ZNIEFF de type 2 sur la commune.

## Urbanisme

### Typologie
Au 1er janvier 2024, Ambricourt est catégorisée commune rurale à habitat dispersé, selon la nouvelle grille communale de densité à sept niveaux définie par l'Insee en 2022.
Elle est située hors unité urbaine. Par ailleurs la commune fait partie de l'aire d'attraction de Fruges, dont elle est une commune de la couronne,. Cette aire, qui regroupe 22 communes, est catégorisée dans les aires de moins de 50 000 habitants,.

### Occupation des sols
L'occupation des sols de la commune, telle qu'elle ressort de la base de données européenne d'occupation biophysique des sols Corine Land Cover (CLC), est marquée par l'importance des territoires agricoles (92,9 % en 2018), une proportion identique à celle de 1990 (92,9 %). La répartition détaillée en 2018 est la suivante : 
terres arables (60,8 %), prairies (27,7 %), zones urbanisées (7,1 %), zones agricoles hétérogènes (4,3 %). L'évolution de l'occupation des sols de la commune et de ses infrastructures peut être observée sur les différentes représentations cartographiques du territoire : la carte de Cassini (XVIIIe siècle), la carte d'état-major (1820-1866) et les cartes ou photos aériennes de l'IGN pour la période actuelle (1950 à aujourd'hui).

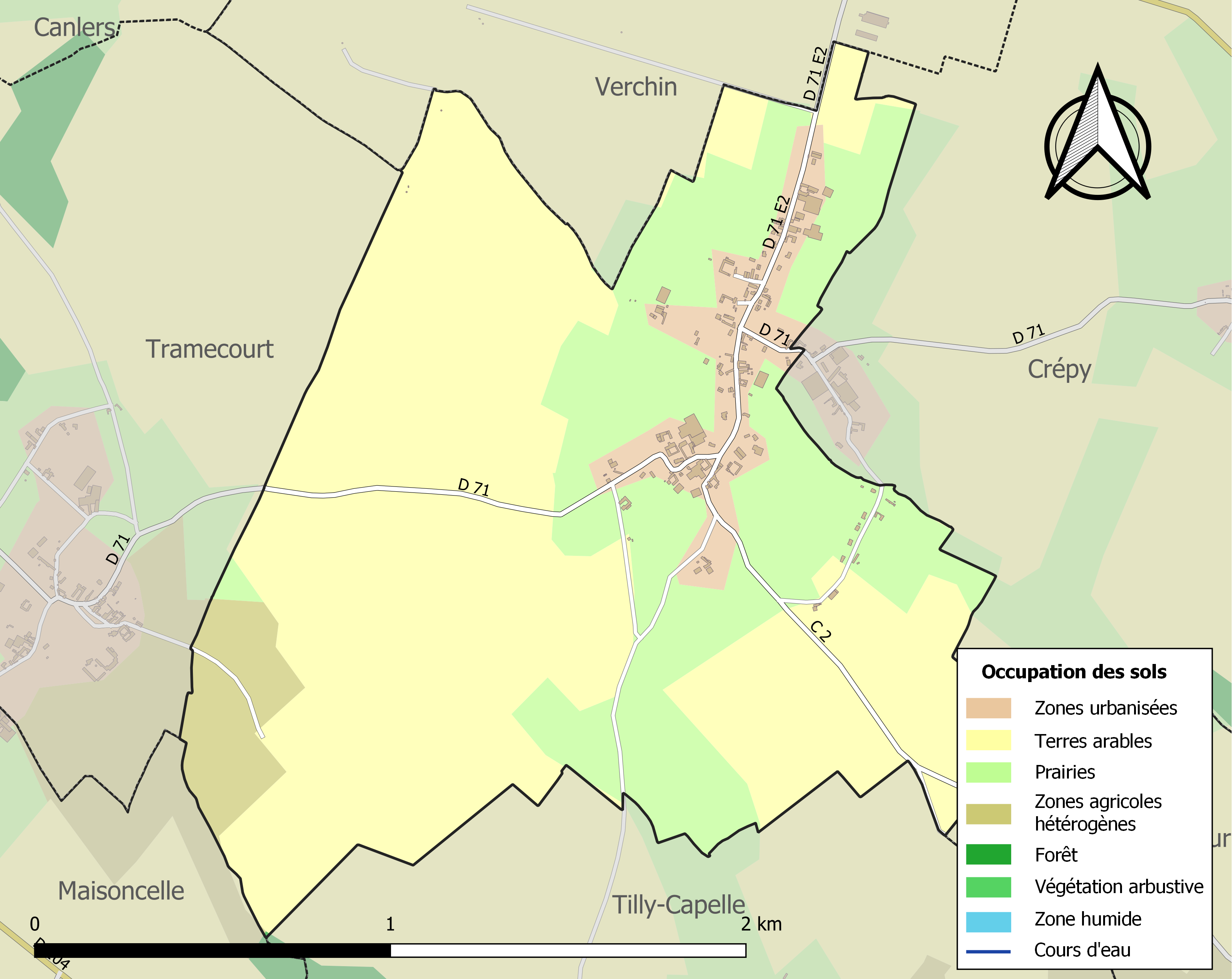
Carte des infrastructures et de l'occupation des sols de la commune en 2018 (CLC).

## Toponymie
Le nom de la localité est attesté sous les formes Ambrecourt (1276), Almericicurtis (1346), Ambrincourt (1419), Aumericourt (1436), Ambricourt (1793), Ambricourt depuis 1793 et 1801.
Ces noms de localités se terminant par -court sont le plus souvent des hameaux ou de petits villages. L'appellatif toponymique -court (français moderne cour) est issu du gallo-roman CORTE qui signifie « domaine ». Cet appellatif est généralement précédé d'un nom de personne germanique. Ces formations toponymiques datent du Moyen Âge. Cette façon de nommer les lieux serait liée à l'apport germanique du VIe siècle,.
Le premier élément Ambri- s'explique par un nom de personne germanique nommé Ambric.

## Histoire
En 1694, la paroisse est dite terre à clocher (elle a le droit d'avoir une église) et dépend de la seigneurie de Lisbourg, érigée en marquisat en août 1694.
En 1788, la terre d'Ambricourt est le siège d'une seigneurie.

## Politique et administration

### Découpage territorial
La commune se trouve dans l'arrondissement de Montreuil du département du Pas-de-Calais.

#### Commune et intercommunalités
La commune a fait partie, de 1994 à 2016, de la communauté de communes du canton de Fruges et environs et, depuis le 1er janvier 2017, elle fait partie de la communauté de communes du Haut Pays du Montreuillois dont le siège est basé à Fruges.

#### Circonscriptions administratives
La commune faisait partie du canton de Fruges (1793 et 1801), depuis la loi du 22 décembre 1789 reprise par la constitution de 1791, qui divise le royaume (la République en septembre 1792), en communes, cantons, districts et départements.
Dans le cadre du redécoupage cantonal de 2014, elle demeure rattachée au canton de Fruges qui passe de 25 à 52 communes.

#### Circonscriptions électorales
Pour l'élection des députés, la commune fait partie, depuis 1986, de la quatrième circonscription du Pas-de-Calais.

### Élections municipales et communautaires

#### Liste des maires
| Période                                  | Période                     | Identité        | Étiquette | Qualité                                                    |
| ---------------------------------------- | --------------------------- | --------------- | --------- | ---------------------------------------------------------- |
| Les données manquantes sont à compléter. |                             |                 |           |                                                            |
| avant 1995                               | ?                           | Marc Boutin     |           |                                                            |
| mars 2001                                | mai 2020                    | André Nourry    |           | Chef d'entreprise retraité Réélu pour le mandat 2014-2020, |
| mai 2020                                 | En cours (au 25 avril 2022) | Raphaël Herbert |           | Agriculteur,                                               |

## Équipements et services publics

### Justice, sécurité, secours et défense
La commune dépend du tribunal de proximité de Montreuil, du conseil de prud'hommes de Boulogne-sur-Mer, du tribunal judiciaire de Boulogne-sur-Mer, de la cour d'appel de Douai, du tribunal de commerce de Boulogne-sur-Mer, du tribunal administratif de Lille, de la cour administrative d'appel de Douai et du tribunal pour enfants de Boulogne-sur-Mer.

## Population et société

### Démographie
Les habitants de la commune sont appelés les Ambricourtois.

#### Évolution démographique
L'évolution du nombre d'habitants est connue à travers les recensements de la population effectués dans la commune depuis 1793. Pour les communes de moins de 10 000 habitants, une enquête de recensement portant sur toute la population est réalisée tous les cinq ans, les populations de référence des années intermédiaires étant quant à elles estimées par interpolation ou extrapolation. Pour la commune, le premier recensement exhaustif entrant dans le cadre du nouveau dispositif a été réalisé en 2005.

En 2022, la commune comptait 119 habitants, en évolution de +3,48 % par rapport à 2016 (Pas-de-Calais : −0,72 %, France hors Mayotte : +2,11 %).
| 1793 | 1800 | 1806 | 1821 | 1831 | 1836 | 1841 | 1846 | 1851 |
| ---- | ---- | ---- | ---- | ---- | ---- | ---- | ---- | ---- |
| 230  | 228  | 230  | 234  | 214  | 210  | 212  | 215  | 216  |

| 1856 | 1861 | 1866 | 1872 | 1876 | 1881 | 1886 | 1891 | 1896 |
| ---- | ---- | ---- | ---- | ---- | ---- | ---- | ---- | ---- |
| 219  | 210  | 204  | 212  | 224  | 215  | 219  | 197  | 222  |

| 1901 | 1906 | 1911 | 1921 | 1926 | 1931 | 1936 | 1946 | 1954 |
| ---- | ---- | ---- | ---- | ---- | ---- | ---- | ---- | ---- |
| 197  | 183  | 184  | 185  | 189  | 182  | 183  | 161  | 166  |

| 1962 | 1968 | 1975 | 1982 | 1990 | 1999 | 2005 | 2006 | 2010 |
| ---- | ---- | ---- | ---- | ---- | ---- | ---- | ---- | ---- |
| 163  | 183  | 158  | 147  | 111  | 102  | 110  | 112  | 131  |

| 2015 | 2020 | 2022 | - | - | - | - | - | - |
| ---- | ---- | ---- | - | - | - | - | - | - |
| 116  | 120  | 119  | - | - | - | - | - | - |

#### Pyramide des âges
En 2018, le taux de personnes d'un âge inférieur à 30 ans s'élève à 32,5 %, soit en dessous de la moyenne départementale (36,7 %). À l'inverse, le taux de personnes d'âge supérieur à 60 ans est de 22,5 % la même année, alors qu'il est de 24,9 % au niveau départemental.
En 2018, la commune comptait 50 hommes pour 65 femmes, soit un taux de 56,52 % de femmes, largement supérieur au taux départemental (51,5 %).
Les pyramides des âges de la commune et du département s'établissent comme suit.
| Hommes | Classe d’âge | Femmes |
| ------ | ------------ | ------ |
| 0,0    | 90 ou +      | 4,4    |
| 3,8    | 75-89 ans    | 2,9    |
| 21,2   | 60-74 ans    | 13,2   |
| 17,3   | 45-59 ans    | 19,1   |
| 30,8   | 30-44 ans    | 23,5   |
| 11,5   | 15-29 ans    | 10,3   |
| 15,4   | 0-14 ans     | 26,5   |

| Hommes | Classe d’âge | Femmes |
| ------ | ------------ | ------ |
| 0,5    | 90 ou +      | 1,6    |
| 5,6    | 75-89 ans    | 8,9    |
| 16,7   | 60-74 ans    | 18,1   |
| 20,2   | 45-59 ans    | 19,2   |
| 18,9   | 30-44 ans    | 18,1   |
| 18,2   | 15-29 ans    | 16,2   |
| 19,9   | 0-14 ans     | 17,9   |

## Économie

### Revenus de la population et fiscalité
En 2019, dans la commune, il y a 49 ménages fiscaux qui comprennent 134 personnes pour un revenu médian disponible par unité de consommation de 20 020 euros, soit supérieur au revenu de la France métropolitaine qui est de 21 930 euros,.

### Entreprises et commerces
La commune accueille avec l'AFIP Nord-Pas-de-Calais et un collectif d'associations dans un ancien corps de ferme (600 m2, jouxtant 4 hectares de terres agricoles cultivées en agriculture biologique), un projet intitulé Germoir ; lieu permettant à des porteurs de projets d'agriculture biologique de tester leurs projets.

## Culture locale et patrimoine

### Lieux et monuments

#### Monument historique
- Le domaine du château de Tramecourt. Le lieu-dit la Plaine du Buisson fait l'objet d'une inscription au titre des monuments historiques depuis le 13 novembre 2003[40].

#### Autres lieux et monuments
- L'église Sainte-Marguerite.
- Le monument aux morts[41].

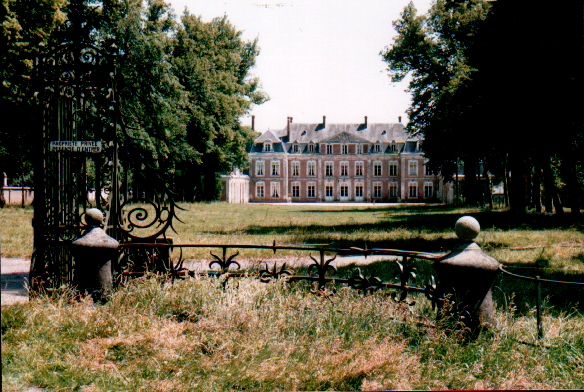
Le château de Tramecourt.
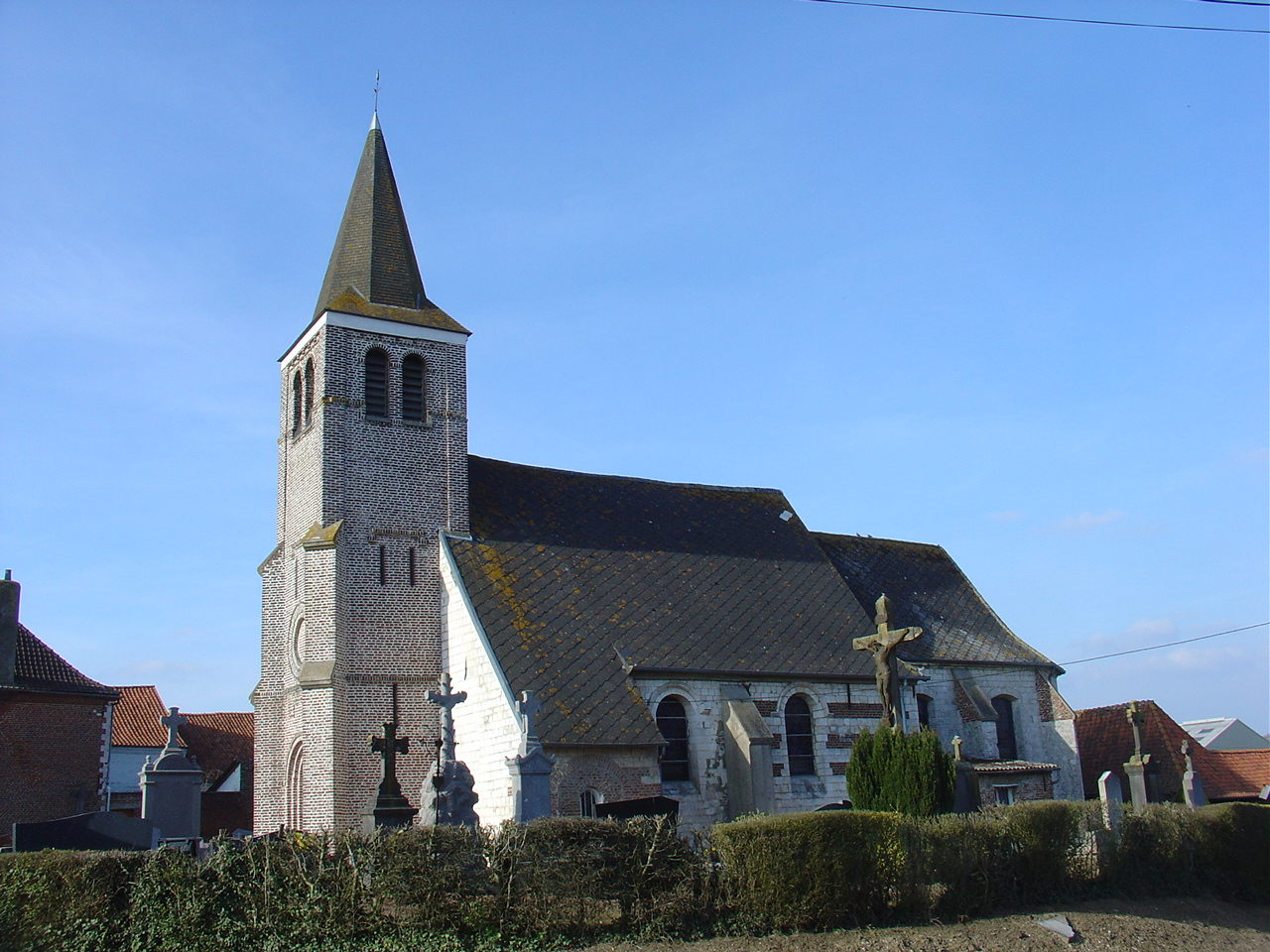
L'église.
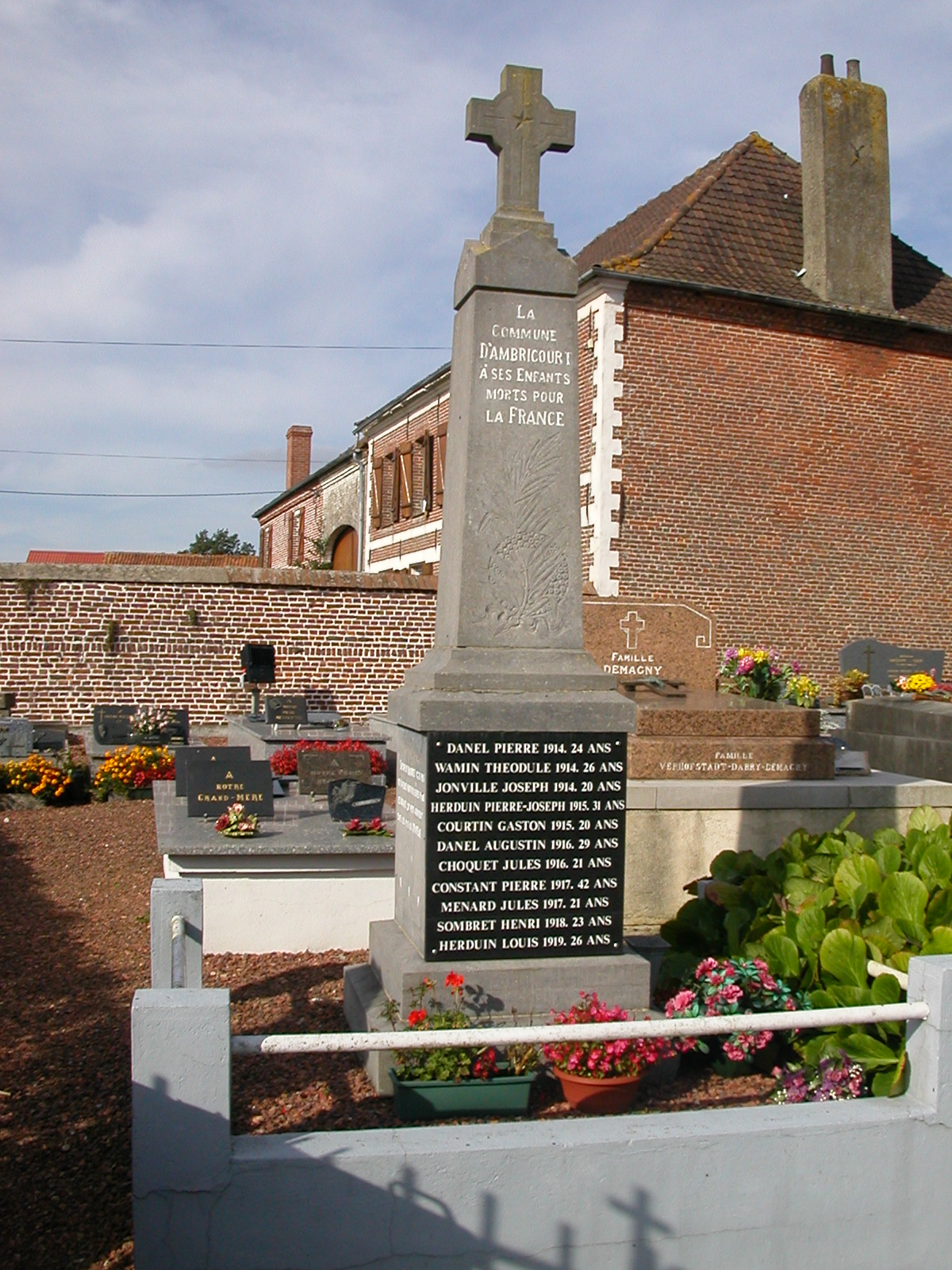
Le monument aux morts.

### Personnalités liées à la commune
- En 1788, Marie Anne Josèphe de Nédonchel est dame (un homme est seigneur de, une femme est dame de) d'Ambricourt, de Matringhem et Gribauwal. Elle hérite des biens de son mari, Eugène François Léonard de Tramecourt, chevalier, décédé, lequel était en 1756, propriétaire dans la châtellenie de Bourbourg[23].

### La commune dans les arts
L'action du roman de Georges Bernanos, Journal d'un curé de campagne se déroule en grande partie à Ambricourt. Il en est de même du film homonyme de Robert Bresson, tourné en 1951.

### Héraldique
| Blason de Ambricourt | Blason  | D'argent à trois croissants de gueules.                                                                          |
| Blason de Ambricourt | Détails | Armes de la famille des Essarts, qui portait « de gueules à trois croissants d'or ». Adopté par la municipalité. |

## Pour approfondir

#### Bases de données, dictionnaires et encyclopédies
- Ressources relatives à la géographie :   - Insee (communes)
  - Ldh/EHESS/Cassini
- Ressource relative à plusieurs domaines :   - Annuaire du service public français
- Notices d'autorité :   - BnF (données)